# Большой Авзян
Большо́й Авзя́н — река в России, правый приток Белой, протекает в Башкортостане по территории Белорецкого района. Длина реки — 66 км, площадь водосборного бассейна — 515 км².

## Этимология
Слово Авзян (баш. Әүжән) возводят к башкирскому диалектическому баш. әүжән, үҙән означающее «ложбина».

## Описание
Начинается на стыке хребтов Малый Карагас и Большой Карагас в осиново-берёзовом лесу на южном склоне горы Караташ. От истока течёт сначала на север, потом — на северо-запад. У подножия горы Литкина поворачивает на юг. В дальнейшем течёт по лесистой местности вдоль хребтов Яракташ и Большой Шатак, через село Исмакаево. Протекает по берёзово-липовому лесу, по ущелью между Большим Шатаком и горой Калашникова и через сёла Верхний Авзян и Нижний Авзян. Устье реки находится у Нижнего Авзяна в 1175 км по правому берегу реки Белой на высоте 378 м над уровнем моря.
Ширина реки в среднем течении (урочище Федулкин Хутор) — 12 метров при глубине 0,5 метра; у подножия горы Калашникова — 14 и 1 метр; вблизи устья — 26 и 0,6 метра соответственно.

## Притоки
Объекты перечислены по порядку от устья к истоку.
- 7,7 км[5]: Малый Авзян[8] (лв)
- Кукарка[8] (пр)
- Красная[8] (пр)
- Поповка[8] (пр)
- Каменный[8] (пр)
- Багряшка[8] (пр)
- Железка[8] (пр)
- Шатакский[8] (лв)
- Большой Ключ[2] (пр)
- 32 км[5]: Кургашля[2] (пр)
- 36 км[5]: Бзяк[2] (пр)
- 40 км[5]: Караелга[2] (пр)
- Купорда[2] (пр)
- Кызылташ[2] (пр)
- Сибаюр[2] (пр)

## Данные водного реестра
По данным государственного водного реестра России относится к Камскому бассейновому округу, водохозяйственный участок реки — Белая от водомерного поста Арский Камень до Юмагузинского гидроузла, речной подбассейн реки — Белая. Речной бассейн реки — Кама.